# Anna Rastner
Anna Rastner, född 19 mars 1972, är en person inom svensk media.
Rastner blev vd för TV8 år 2003 när hon efterträdde Michael Porseryd. Innan dess hade hon arbetat som reporter och programledare på Finansnytt som sändes i samma kanal. Ett år senare ersattes hon som vd av Birgitta Stål och blev istället programchef på kanalen.
År 2005 lämnade hon TV8 för att arbeta med Expressens tv-satsning. Thomas Hall efterträdde henne som programchef för TV8. På Expressen ansvarade hon för tidningens nyhetssändningar i Kanal Lokal. Även efter att samarbetet mellan Kanal Lokal och Expressen avbrutits fortsatte Rastner arbeta för Expressen TV och 2012 blev hon redaktionschef för Expressen Digitala Medier. 2013 lämnade Rastner Expressen för att bli redaktionell affärsutvecklingschef för Mittmedia AB.
År 2014 började Rastner som digital programchef på TV4, och från 2015 var hon övergripande programchef för hela TV4-Gruppen.
Mellan 2018 och 2020 var hon utbudschef på Sveriges Utbildningsradio AB. Sedan 2020 arbetar Anna Rastner som content director för Bauer Media.